# Reviers
Reviers (ʁə.vjeⓘ) es una población y comuna francesa, situada en la región de Baja Normandía, departamento de Calvados, en el distrito de Caen y cantón de Creully.

## Demografía
| 341 | 330 | 361 | 399 | 398 | 479 |
| Para los censos de 1962 a 1999 la población legal corresponde a la población sin duplicidades (Fuente: INSEE [Consultar]) |     |     |     |     |     |